# Gregory House
Gregory House è il protagonista della serie televisiva statunitense Dr. House - Medical Division, trasmessa dal 2004 al 2012. È interpretato da Hugh Laurie e doppiato in italiano da Sergio Di Stefano (st. 1-6) e da Luca Biagini (st. 7-8).
Medico geniale ma misantropo, cinico, nichilista e burbero (quest'ultima parola, in inglese "curmudgeon", è stata scelta come una delle migliori della televisione nel 2006 in onore del personaggio), l'approccio a dir poco eterodosso che adotta nel suo lavoro è stato più volte causa di conflitto tra lui e i suoi colleghi così come la sua scarsissima empatia verso i propri pazienti, che non visita quasi mai per avere più tempo per risolvere le loro patologie.
House è in realtà un uomo complesso non abituato a convivere con le emozioni proprie e altrui, che liquida generalmente con pungente sarcasmo, e interessato solo a risolvere i "puzzle" medici che i pazienti presentano; altro suo tratto caratteristico è il massiccio uso di Vicodin per gestire il dolore scaturito da un infarto al muscolo retto del quadricipite femorale della gamba destra verificatosi alcuni anni prima, infortunio che lo costringe a camminare col bastone nonostante i suoi colleghi James Wilson e Lisa Cuddy lo abbiano incoraggiato ad andare in riabilitazione varie volte.
Il suo atteggiamento è in parte ispirato a quello del geniale detective dei romanzi di Arthur Conan Doyle Sherlock Holmes, col quale condivide anche l'indirizzo di casa e la tossicodipendenza (il detective era infatti dipendente dalla cocaina e dalla morfina mentre il medico dal sopracitato antidolorifico).
Per tutta la serie il personaggio ha ricevuto critiche positive e qualche sporadica negativa. Tom Shales del Washington Post ha definito House "il più elettrizzante personaggio che abbia colpito la televisione dopo anni". Nel 2008 è stato votato il secondo dottore di una serie TV più sexy di sempre dietro a Doug Ross, interpretato da George Clooney in E.R. - Medici in prima linea. Per la sua interpretazione Hugh Laurie ha vinto vari premi tra cui due Golden Globe per il miglior attore in una serie drammatica e uno Screen Actors Guild Award per il migliore attore in una serie drammatica. Laurie si è anche guadagnato le nomination per il Primetime Emmy Award nel 2005, nel 2007 e nel 2008.

## Descrizione
Gregory House è il primario del reparto di medicina diagnostica del Princeton Plainsboro Teaching Hospital, ma è anche un esperto in medicina interna; è inoltre specializzato in nefrologia e malattie infettive.
Grazie al suo innato talento potrebbe essere la punta di diamante del proprio ospedale, ma il suo carattere lo rende inviso ai suoi stessi pazienti e gli ha fatto rischiare più volte il licenziamento; nonostante ciò l'amministratrice dell'ospedale, la dottoressa Lisa Cuddy, ha sempre preso le sue difese rinunciando persino a un finanziamento di cento milioni di dollari offerto dal titolare di una casa farmaceutica ostile a House: la donna, infatti, pur non approvando l'approccio del suo sottoposto e cercando sempre di ricondurlo a metodi più tradizionali, nutre una profonda stima per le sue capacità e sa che licenziarlo significherebbe aumentare drasticamente il numero di vittime.
House è un diagnosta geniale che riesce, spesso dopo diversi tentativi, a risolvere i casi clinici più complessi con delle intuizioni eccezionali, legate tanto alla medicina vera e propria quanto al concreto comportamento dei pazienti, agendo quindi più come uno scienziato della medicina che non come un medico tradizionale. Freddo, distaccato e analitico, è molto spesso offensivo e provocatorio con colleghi e pazienti e risulta totalmente disinteressato al rispetto delle più banali regole sociali (il suo psichiatra, nella sesta stagione, descrive alcuni suoi comportamenti come antisociali, diagnosticandogli inoltre la depressione clinica): questo cinismo, il sarcasmo, la pigrizia che spesso dimostra (si dedica al caso quasi esclusivamente in maniera intellettuale mentre i sottoposti agiscono, inoltre evita quasi sempre le ore di ambulatorio), il suo carattere apparentemente immaturo ed egocentrico e la tendenza a maltrattare le persone (sia per carattere sia per stimolarle) lo hanno fatto accostare anche a un altro detective letterario, Nero Wolfe.
Questa sua intrattabilità è stata accentuata dall'incidente alla gamba, tanto è vero che quando riesce ad attenuare o eliminare il dolore all'arto (come negli episodi Il significato e Il lato più tenero) risulta meno scontroso e più gentile - lo stesso Wilson, notando questi sbalzi, giunge alla conclusione che tale dolore abbia anche cause psicosomatiche - e anche il suo aspetto fisico è più curato (mentre generalmente porta la barba incolta, non indossa il camice e veste di solito jeans, giacca e magliette legate alla musica rock). House pare portare maschera e una corazza nichilista e indifferente, ma, come intuisce la Cuddy, e come confessa lui stesso nell'episodio Isolamento, House tende a preferire la solitudine emotiva - a parte la particolare amicizia con Wilson - fino ad apparire spesso come completamente privo di empatia, nonché a utilizzare antidolorifici e droghe, proprio per la sua difficoltà ad amare e ad affrontare la vita. Anziché praticare un semplice distacco selettivo nei confronti dei pazienti nel proprio lavoro, House vive in una totale disconnessione emotiva, ed egli colpisce chiunque con il suo tagliente cinismo proprio perché non è in grado di sopportare il dolore e le paure degli altri: in questo modo si difende alzando un muro, per evitare ogni sofferenza e coinvolgimento personale. Anticonformista e totalmente disinteressato a ciò che gli altri pensano di lui, malgrado menta spesso ritiene che dire sempre la verità, anche scomoda, faccia parte del suo lavoro.
Nell'episodio Linee sulla sabbia Wilson nota che House è l'unico che ha stabilito un canale di comunicazione con il bambino autistico protagonista della puntata e, scherzando con la Cuddy, ipotizza che l'amico possa essere affetto dalla sindrome di Asperger (dato che lo stesso House, nel medesimo episodio, costringe la Cuddy a rimettere nel suo ufficio la moquette sporca del suo stesso sangue, risultato di un tentativo di omicidio); la Cuddy risponde che House non ha l'Asperger ma è "semplicemente un cretino".

## Caratterizzazione
House è un uomo cinico, disilluso, asociale, infelice, misantropo, eccentrico, burbero e sarcastico che si diverte a punzecchiare le persone e a prenderle in giro per le loro debolezze: in un episodio ammette apertamente di comportarsi come un bullo nei confronti del suo collaboratore Chris Taub, il quale tuttavia tiene molto a lavorare con lui data la sua genialità. Fa ampio uso di battute di umorismo nero e riesce a decifrare accuratamente le motivazioni delle persone e le loro storie dalla loro personalità e dall'apparenza pensando sempre che abbiano secondi fini (il suo motto è infatti "tutti mentono", in inglese "everybody lies").
Wilson afferma che mentre molti medici hanno il "complesso del Messia", ovvero si sentono in dovere di salvare il mondo, House ha il "complesso di Rubik", cioè quasi l'ossessione di scoprire la verità dietro al quadro clinico dei suoi pazienti. Secondo il libro La filosofia del Dr. House del collettivo filosofico Blitris, risolvere il puzzle è solo la prima tappa in quanto in realtà House ritiene molto importante salvare la vita del paziente avendo una "iper-etica" verso cui tende con azioni spesso in apparenza sbagliate ma in realtà "al di là del bene e del male"; questa teoria è sostenuta dal suo comportamento in episodi come Sotterfugi e Sesso assassino nei quali, nonostante sapesse già la diagnosi, ha rischiato la carriera per salvare la vita ai malati. In diversi casi rischia seriamente la propria vita per salvare il paziente (Aiutami, La testa di House, Il cuore di Wilson, anche se in questi episodi il rischio si rivela inutile e il paziente muore, e in L'ultima risorsa).
In un episodio, 97 secondi, imitando un ragazzo conosciuto in ambulatorio House si spinge all'autolesionismo infilando un coltello in una presa elettrica per provocarsi un arresto cardiaco (sapendo che, essendo in un ospedale, verrà rianimato come il ragazzo) e avere un'esperienza ai confini della morte come quella del paziente: House vorrebbe così verificare l'eventuale esistenza dell'aldilà, in cui non crede, ma durante l'incoscienza non vede nulla di rilevante. In un precedente episodio, Il caso House, parla di un'esperienza extracorporea mentre era in arresto cardiaco a causa dell'incidente alla gamba dicendo che la "luce bianca" è solo una reazione chimica dei neuroni ma che preferisce che sia così piuttosto che subire un ulteriore "esame"; in altri due, a causa dell'astinenza da Vicodin, si rompe una mano e si taglia al braccio per aumentare le endorfine. Nonostante i suoi comportamenti autodistruttivi, il suo cinismo e l'essere a favore dell'eutanasia per patologie dolorose e inguaribili, dimostra, al di là dei suoi obblighi professionali, in molte occasioni di considerare la vita molto preziosa (come negli episodi Intrappolato, Resistere e Senza dolore), al punto di mentire ad una paziente (responsabile della morte del figlio) per evitare che si tolga la vita (Tra le righe); House considera stupida l'idea del suicidio: come dice in Una spiegazione semplice, a proposito del personaggio del suo collaboratore Lawrence Kutner, "è meglio vivere nell'infelicità che morirne". Dopo aver considerato però il pensiero del suicidio, nell'episodio finale, sceglie di vivere per stare accanto a Wilson nei suoi ultimi anni di vita (l'oncologo infatti si ammalerà anch'egli di cancro) e per la breve felicità che gli porta risolvere enigmi.
Solitamente House aspetta il più possibile prima di visitare un paziente, con cui parla talvolta di problemi esistenziali come l'esistenza di Dio o il senso della vita. È profondamente ateo e in molti episodi si dimostra estremamente critico e sarcastico verso tutte le religioni e credenze, in particolare negli episodi House e Dio, Angeli custodi, Non cambiare mai, Sul filo dell'errore, Infedele, Corpo e anima e Piccoli sacrifici particolarmente incentrati sulla tematiche religiose. Filosoficamente House è anche mostrato spesso come fortemente avverso all'illusione cognitiva detta ipotesi del mondo giusto, come afferma esplicitamente nell'episodio Karma istantaneo: "La gente non ha quello che merita, ha quello che gli capita. E nessuno di noi può farci niente", dice al padre di un paziente. Questo tratto irreligioso è in parte condiviso con il suo interprete Hugh Laurie. Ne Il lato più tenero grazie al metadone è riuscito a eliminare del tutto il dolore alla gamba: avendo tuttavia rischiato la vita e il posto all'ospedale ha smesso di assumerlo perché, secondo lui, l'assenza di dolore è stata la causa degli errori commessi durante l'episodio, sebbene la Cuddy ribatta sostenendo che House in realtà ha solo paura dei cambiamenti.
Il personaggio ha tratti talmente particolari e inconsueti per un medico "eroe" di una serie televisiva che ha travalicato il mezzo stesso per approdare nella cultura popolare e mediatica, come quella del web, oltre a destare l'attenzione di filosofi (come il citato collettivo), critici letterari, perfino politici. Per la sua irriverenza e il completo disprezzo per le regole sociali è stato anche paragonato al filosofo cinico Diogene di Sinope. Varie definizioni tipologiche a lui attribuite sono state, di volta in volta (a parte quella di emulo - dichiarato - di Sherlock Holmes): «eroe byroniano», «maledetto» e «romantico» (paragonato a personaggi come Heathcliff, Edmond Dantès, Harold, Rochester), «personaggio randiano» (sebbene nell'episodio Sindrome dello specchio si dimostri favorevole alla sanità per tutti e inciti i pazienti dell'ambulatorio senza assicurazione con il pugno chiuso), «anarchico» o altre tipologie di burberi "eroi solitari", in lotta contro il mondo che non capisce il loro genio.

## Storia

### Infanzia e adolescenza
Gregory House è figlio di John e Blythe House ma la sua data di nascita è incerta: in Due storie risulta essere il 15 maggio 1959, come riportato sulla patente di guida, mentre in Mr. Jekyll e Dr. House il braccialetto da paziente indica l'11 giugno 1959, data di nascita di Hugh Laurie; in altri episodi viene rivelato che il suo compleanno cade tra la fine dell'autunno e l'inizio dell'inverno.
Il padre era un pilota dei Marines, condizione che costringeva la famiglia a molti spostamenti: è grazie a questi viaggi che House imparò diverse lingue, dimostrando infatti di conoscere spagnolo, portoghese, cinese, giapponese, hmong e hindi. Uno dei trasferimenti li portò in Egitto, dove sviluppò un interesse particolare per l'archeologia e la caccia al tesoro mantenuto anche in età adulta; un altro soggiorno si svolse in Giappone, dove all'età di quattordici anni maturò la decisione di diventare un medico spinto dall'ammirazione verso un medico buraku che, pur appartenendo alla casta più bassa della società, veniva tenuto in grande considerazione al momento di risolvere difficili situazioni mediche nelle quali gli altri medici avevano fallito.
House ama sua madre ma prova avversione verso suo padre: da adolescente maturò la convinzione (dimostrata dalla prova del DNA molti anni più tardi) di essere il frutto di un'unione adulterina della donna; dopo aver riferito al padre i propri sospetti, il rapporto tra i due si incrinò irreparabilmente e per questo evita i contatti con loro. Nell'episodio Giorno nuovo... stanza nuova racconta di come i suoi genitori lo lasciassero spesso con sua nonna, le cui punizioni sconfinavano in maltrattamenti come farlo dormire all'addiaccio in cortile o fargli fare il bagno nel ghiaccio; confesserà in seguito che era il padre a infliggergli tali punizioni, essendo un uomo fissato con le regole e la puntualità, e Gregory, inconsciamente o meno, basa la sua vita su degli ideali del tutto opposti.

### Il college
House ha studiato all'Università Johns Hopkins sotto Brightman e Gilmar. Studente brillante e ormai laureato, era candidato a vincere il Doyle internship, che gli avrebbe consentito l'internato alla Mayo Clinic, ma venne cacciato per avere copiato un test (tra l'altro errato) da un suo compagno "spione", Phillip Weber, che tuttora schernisce con l'appellativo di "von Lieberman". A seguito dell'espulsione, per conseguire il dottorato si trasferì all'Università del Michigan dove conobbe Lisa Cuddy, la quale già conosceva la fama di "leggenda" di cui godeva nel campus. Weber vinse il Doyle internship.

### Amore e incidente alla gamba
Dieci anni prima della serie House aveva intrapreso una relazione con Stacy Warner, un'avvocatessa costituzionalista, dopo che lei gli ebbe sparato durante una partita di paintball tra medici e avvocati. Cinque anni più tardi, come narrato ne Il caso House, mentre giocava a minigolf con lei House cominciò a soffrire di dolori acuti improvvisi alla gamba destra, che non furono diagnosticati correttamente per tre giorni venendo sottovalutati dai medici (che giudicarono il collega come un tossico in cerca di una dose); lo stesso House non fu in grado all'inizio di capire la propria patologia. In realtà si era verificato un coagulo, un trombo o un embolo a un vaso sanguigno periferico, il quale aveva generato un aneurisma che a sua volta aveva portato ad ischemia e a infarto della gamba; ciò indusse alla necrosi e alla rabdomiolisi i muscoli del quadricipite.
House rifiutò l'intervento che poteva portare all'amputazione della gamba per scongiurare la gangrena e chiese che gli venisse applicato un bypass periferico nell'arteria ischemizzata per ripristinare la circolazione della gamba, rischiando così danni agli altri organi e l'arresto cardiaco a causa della riperfusione e rivascolarizzazione, e dichiarando di essere disposto a sopportare il forte dolore post-operatorio pur di mantenere integro l'arto. L'intervento di bypass riuscì, evitando la necessità dell'amputazione, ma lasciò House in preda a forti dolori a causa delle sostanze tossiche rilasciate dal tessuto necrotico; subì anche un arresto cardiaco di un minuto. Non essendo in grado di tollerare dosi crescenti di morfina, House chiese di essere messo in coma farmacologico per superare la fase critica del dolore e fu accontentato; durante il coma, tuttavia, Stacy decise di esercitare la sua procura medica e ribaltò la scelta del compagno per non fargli rischiare la vita: venne pertanto adottata, su suggerimento della Cuddy, una soluzione intermedia che consistette nell'asportare il solo muscolo necrotico e rimuovere il bypass, evitando la sindrome compartimentale e la perdita totale della gamba. Questo diede luogo però, per l'assenza del muscolo e il ritardo nell'eseguire l'intervento chirurgico con conseguente eccessiva rivascolarizzazione tossica dei tessuti vicini, alla perdita parziale dell'uso della gamba e lasciò House con un dolore muscolare cronico di minore intensità ma ugualmente serio, per il resto della vita. House non perdonò Stacy: i due si lasciarono e dopo qualche anno lei sposò un professore di liceo, Mark Warner, che diverrà in seguito paziente di House. Da allora il medico non ha più avuto una relazione stabile e sebbene, nella seconda stagione, sembrava che volesse ritornare a una relazione con Stacy alla fine così non è stato.

### Rapporti

#### Amici e collaboratori
House ha un solo grande amico, l'oncologo James Wilson, l'unico in grado di tenergli testa e, insieme alla Cuddy, la sola persona di cui House si fidi oltre a Stacy.
Il suo primo team di collaboratori è composto da Eric Foreman (neurologo), Robert Chase (specializzato in terapia intensiva nonché chirurgo) e Allison Cameron (immunologa); alla fine della terza stagione, tuttavia, Foreman e Cameron si sono dimessi e House ha licenziato Chase trovandosi temporaneamente senza collaboratori.
Nella quarta stagione, forzato da Wilson e dalla Cuddy, House è costretto a formare una nuova squadra e, dopo una sua personale selezione, assume Lawrence Kutner (specializzato in medicina sportiva), Remy Hadley (specializzata in medicina interna) e Chris Taub, un chirurgo plastico; la Cuddy gli impone inoltre Foreman come collaboratore-sorvegliante.
Nella quinta stagione Kutner si suicida, tornando quindi ad avere tre collaboratori, mentre nella settima assume, per sostituire temporaneamente Tredici, Martha Masters, una laureanda in medicina, dopo aver riassunto Chase. Nell'ottava stagione House deve nuovamente rivoluzionare il team assumendo le dottoresse Park e Adams.

#### Nemici
Nel corso della serie, a causa del suo carattere e del suo atteggiamento, House finisce col farsi numerosi nemici.
Il primo in ordine cronologico è Edward Vogler, un imprenditore farmaceutico che viene messo a capo del consiglio di amministrazione dell'ospedale in cambio di cento milioni di dollari per la ricerca contro cancro e AIDS. Vogler si interessa subito a House e incomincia a criticarne i metodi poco ortodossi e il rifiuto delle regole, rappresentato dal fatto che il diagnosta non indossa mai il camice, e per punire la sua arroganza Vogler impone a House di licenziare uno dei suoi medici e di intervenire a una conferenza per lodare uno dei suoi farmaci. Dopo che il medico si rifiuta di fare entrambe le cose, Vogler ne propone il licenziamento al CDA ma la strenua opposizione di Wilson e Cuddy convince il consiglio a rifiutare e a rinunciare a Vogler e al suo finanziamento, per evitare che la sua presenza influisca sul salvataggio delle vite umane che rimane il principale obiettivo dell'ospedale.
In Mr. Jekyll e Dr. House, episodio finale della seconda stagione, un uomo di nome Jack Moriarty (stesso cognome del principale avversario di Sherlock Holmes) spara a House: in seguito si scopre che questi era il marito di una donna, paziente del diagnosta, suicidatasi dopo che questi le aveva rivelato una scappatella del marito.
Un altro dei principali antagonisti della serie è il detective Michael Tritter: l'uomo appare per la prima volta nella terza stagione, nell'episodio Pazzi d'amore, in cui si presenta all'ospedale per un controllo di routine e, dopo essere stato insultato per il suo atteggiamento insistente e fastidioso, viene umiliato con un termometro rettale. Il detective si vendica sul diagnosta facendolo arrestare per possesso illegale di Vicodin e indagando sulla dipendenza da quest'ultimo che ha sviluppato negli anni: in questo modo Tritter conduce House in tribunale con il tentativo di revocarne la licenza medica, ma una falsa testimonianza di Cuddy (che afferma di aver preventivamente sostituito le pillole che House avrebbe rubato con un placebo) permetterà ancora una volta al diagnosta di salvarsi e di vincere la sua personale crociata contro il detective, che dopo questa sconfitta si scuserà finalmente con House per poi sparire definitivamente.
Un ultimo caso di antagonismo può essere rappresentato dalla dottoressa Amber Volakis, che appare nella quarta stagione tra i potenziali nuovi membri del team di House. Amber diventa subito oggetto di critiche e insulti da parte di House, che già dal secondo episodio la ribattezza "bastarda tagliagole" a causa del suo atteggiamento e della sua ossessiva voglia di primeggiare, benché sia affascinato in un certo modo da lei. Dopo il fidanzamento della dottoressa con Wilson il rapporto tra i due si inasprisce: Amber, infatti, cerca di evitare il più possibile l'incontro tra i due amici al punto da arrivare a dividere i giorni della settimana con House per permettere a entrambi di vederlo. Anche dopo la morte alla fine della quarta stagione (cosa che causa sensi di colpa ad House), Amber continua a tormentare House sotto forma di allucinazione al punto da costringerlo a frequentare una clinica di disintossicazione al termine della quinta stagione. Dopo la disintossicazione Amber è sparita definitivamente dalla serie salvo nelle fotografie che Wilson tiene in casa e, come allucinazione, in una breve apparizione nel finale di serie mentre House è sotto gli effetti dell'eroina.

### Relazione con la Cuddy
House intraprende una relazione con la Cuddy, con cui ha sempre avuto un particolare rapporto, a partire dalla fine della sesta stagione fino alla metà della settima: i due si lasciano nell'episodio Hollywood, Hollywood, quando lui torna a far uso di Vicodin per affrontare la paura che la dottoressa possa avere il cancro; per provocare la Cuddy House sposa Dominika Petrova, una ragazza dell'Europa dell'Est a cui serve la green card per restare negli Stati Uniti.
Nell'episodio Nella notte House, dopo aver sperimentato illegalmente un farmaco non testato per rigenerare i muscoli, si provoca dei tumori muscolari alla gamba; dopo aver tentato di asportarli da solo, è costretto a chiedere aiuto alla Cuddy che lo fa operare d'urgenza in un altro ospedale: in seguito a ciò House si illude di poter ricominciare il rapporto ma la Cuddy rifiuta.
In Andare avanti, infine, un House in collera, fraintendendo le parole di Wilson, sfonda la facciata dell'abitazione dell'ex fidanzata con la sua macchina, entrando in soggiorno mentre lei è in cucina con gli amici e la sorella, per poi lasciare il Paese, in quanto presumibilmente ricercato dalla polizia e rimane in latitanza per tre mesi su una spiaggia tropicale. Nell'ottava stagione House sconta in prigione una pena per danneggiamento ma dopo nove mesi Foreman, nuovo amministratore dell'ospedale al posto della Cuddy, che ha lasciato il lavoro e la città, lo fa uscire "sulla parola" alla fine del primo episodio perché ne ha bisogno per effettuare le diagnosi.

### La partenza di House
Nell'ultima stagione House rischia molte volte di tornare in prigione ma poi scopre che Wilson ha un cancro in fase terminale; nel frattempo tenta anche una convivenza con Dominika, che si conclude infelicemente a causa del fatto che House le ha nascosto la green card per farla rimanere più a lungo con lui.
Il diagnosta rimane poi completamente sconvolto dalla ormai prossima morte di Wilson: l'oncologo la giudica inevitabile (dato che l'operazione sarebbe inutile perché il tumore non si è ridotto nemmeno con una dose pesante di chemioterapia) e non vuole cure per allungarsi la vita di un anno o poco più, avendo paura di soffrire troppo. A causa di questo House prima prova a convincere l'amico dicendogli che potrebbe vivere due o tre anni, poi prova vari espedienti e infine getta nel water i biglietti per l'hockey regalati da Foreman e arriva ad aggredire un paziente che voleva suicidarsi (nel quale vede un'analogia con Wilson); a causa dello scherzo i bagni dell'ospedale si intasano e crolla un soffitto, così che i pompieri avvertono la polizia e l'agente per la libertà vigilata di House, che nel frattempo ha accettato la decisione di Wilson, ma dovrà così scontare i sei mesi restanti della sua pena in prigione. Sapendo che all'amico restano circa cinque mesi di vita e lui non potrà confortarlo e stare con lui, nonostante tutti i suoi sforzi, House è disperato e scompare ritrovandosi poi in un edificio in fiamme in overdose di eroina. House viene coinvolto nell'incendio e viene dichiarato morto.
Sarà il solo Wilson a sapere la verità (probabilmente intuita da Foreman), quando House gli manda un sms mentre l'oncologo sta tenendo, con gli altri, l'elogio funebre dello stesso House. Quindi, nella stessa puntata Tutti muoiono, la serie si conclude con il medico che riesce a inscenare la sua morte, avendo scambiato le schede dentarie con quelle di un suo paziente eroinomane morto di overdose nello stesso palazzo, poi trovato carbonizzato e creduto lo stesso Greg. House, infine, parte in moto con l'amico, per stargli accanto negli ultimi mesi di vita, dopo aver affermato, in contrapposizione col passato («Le persone non cambiano»), che può cambiare ed è deciso a provarci. Wilson si preoccupa del cancro, ma House gli risponde che "il cancro è noioso" prima di partire entrambi con le moto.

## La dipendenza da Vicodin
Già dall'inizio della prima stagione House è un accanito consumatore di Vicodin, un oppiaceo che gli permette di sopportare il dolore cronico dovuto alla gamba.
Il primo episodio totalmente incentrato su questa caratteristica è l'undicesimo, Disintossicarsi, in cui House, per dimostrare alla Cuddy di poter sopravvivere una settimana senza il medicinale, soffre di crisi d'astinenza e arriva a rompersi da solo una mano pur di alleviare il dolore insopportabile.
La dipendenza da Vicodin torna protagonista nel corso della terza stagione, durante la quale il detective Michael Tritter cerca di far arrestare House per possesso illegale di stupefacenti, indagando sulla massiccia dose di oppiacei presenti nella sua casa.
La stagione in cui il medicinale diventa assoluto protagonista è però la quinta, durante la quale l'assunzione esagerata porta House (a partire dagli episodi Salvatori e House diviso) ad avere un episodio di psicosi dove perde parzialmente contatto con la realtà, con allucinazioni visive in cui comunica con il suo subconscio, rappresentato prima da Amber e poi da Kutner. House inoltre confonde le patologie dei pazienti e immagina cose mai avvenute come una disintossicazione dal Vicodin e l'essere andato a letto con la Cuddy (episodi Sotto la mia pelle e Ora ambedue le parti).
L'aggravarsi di tali problematiche finisce col preoccupare House al punto di decidere di affrontare un lungo e difficile processo di riabilitazione, narrato nei particolari durante il primo doppio episodio della sesta serie Piegato. Durante la permanenza in ospedale psichiatrico, House fa insolitamente amicizia con alcuni pazienti e ha una relazione sentimentale con una donna tedesca, cognata di una paziente, ma alla fine lei decide di seguire il marito. Uscito dall'istituto, House è disintossicato e vive temporaneamente a casa di Wilson.
Inizialmente, per evitare le vecchie abitudini, vorrebbe abbandonare la professione di medico ospedaliero per dedicarsi solo alla ricerca medica di laboratorio, ma alla fine torna a fare il dottore al Plainsboro, assumendo ibuprofene al posto del Vicodin, pur rischiando una ricaduta nell'episodio finale della sesta stagione Aiutami, dove inizia la relazione con la Cuddy che finirà nella stagione successiva. Dal terzo episodio della sesta stagione, infatti, non assume più il Vicodin e la sua tossicodipendenza sembra essere apparentemente stata sconfitta in maniera definitiva, fino alla metà della settima stagione in cui House ricomincia ad assumere l'antidolorifico.

## Concezione e creazione
Hugh Laurie descrive House come un personaggio che rifiuta di "obbedire alle usuali regole della vita moderna" e si aspetta sempre di trovare una rara diagnosi quando cura un paziente. Essendo il protagonista, molti aspetti della sua personalità sono l'opposto di quelli che ci si potrebbe aspettare da un dottore. Il produttore Katie Jacobs vede House come un personaggio statico che è abituato a vivere nell'infelicità. Jacobs ha affermato anche che il dottor Wilson, il suo unico amico nello show, e House evitano entrambi relazioni mature, cosa che però li porta a stare più vicini. Robert Sean Leonard ha detto che Wilson è l'unico dei pochi che volontariamente ha delle relazioni con House, in quanto il suo personaggio è libero di criticarlo.
Nonostante sia un personaggio sarcastico e apparentemente diffidente, Lisa Edelstein afferma che in realtà House è fiducioso della gente che lo circonda. Edelstein pensa che questa caratteristica si mostri specialmente durante la terza stagione, durante la quale la carriera da medico di House si trova a repentaglio a causa del detective Michael Tritter, che l'arresta per possesso di narcotici dopo che House l'ha maltrattato, esibendo poi davanti al poliziotto in borghese la sua tossicodipendenza. I guai del dottore finiscono quando Lisa Cuddy commette falsa testimonianza durante la sua udienza.
I giochi con il bastone che si vedono durante la serie sono un'idea dello stesso Laurie. Nell'episodio pilota, House tiene il bastone nello stesso lato della gamba infortunata; il creatore David Shore ha spiegato: «Molta gente si sente più comoda tenendo il bastone dalla parte del braccio dominante, il che è accettabile».
Un aspetto curioso riguarda il padre di House, John House (interpretato da R. Lee Ermey), ex pilota dei Marines con cui House ha cattivi rapporti in quanto molto severo. Nella realtà l'attore è stato veramente un ufficiale dei marines, inoltre ha interpretato il ruolo del durissimo sergente maggiore Hartman nel film di Stanley Kubrick sulla guerra del Vietnam Full Metal Jacket.

### Parallelismo con Sherlock Holmes

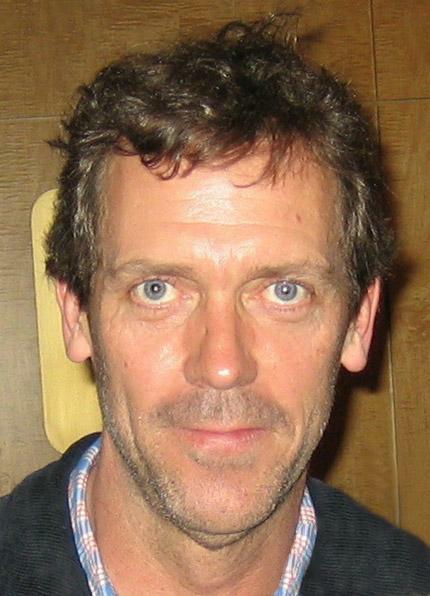
Hugh Laurie, che interpreta House, nel 2005

Il personaggio di House è in parte ispirato al detective Sherlock Holmes. Il nome "House" gioca per esempio su quello di "Holmes" (un'omofonia appunto). Leonard (Wilson nella serie TV, tra l'altro altra omofonia con Watson) ha dichiarato che House e il suo personaggio avrebbero dovuto inizialmente avere i ruoli di Sherlock Holmes e John Watson nella serie, benché creda che il team di House abbia ormai assunto il ruolo di Watson. House è dipendente da Vicodin e sperimenta altre droghe, mentre Holmes ha il vizio della cocaina e degli oppiacei e fuma regolarmente la pipa. Entrambi hanno una grande accuratezza nel decifrare le intenzioni della gente e le loro storie dagli aspetti della loro personalità e dall'aspetto. Entrambi vivono al numero civico 221 appartamento B.
Un'altra similitudine, presente più sul piano comportamentale, è l'abitudine di entrambi di analizzare profondamente e completamente le persone, ignorando però le loro emozioni e i loro sentimenti.

### Cast
Prima dell'audizione per il ruolo di House, Hugh Laurie stava girando Il volo della fenice in Namibia. L'attore si presentò con l'intenzione di provare sia per il ruolo di Gregory House sia per quello di James Wilson. Quando però lesse che sarebbe stato un "bel personaggio a faccia scoperta", decise di fare l'audizione esclusivamente per il ruolo di House. Dopo aver visto alcuni provini per l'episodio pilota, Bryan Singer si sentì frustrato e rifiutò attori britannici a causa del loro difettoso accento statunitense. Ma, quando vide la prova Laurie, non sapendo chi fosse, Singer fu entusiasta del suo accento. Lo scambiò per un attore statunitense e lo prese come il maggior esempio di accento americano. Laurie inizialmente credeva che James Wilson sarebbe stato il protagonista della serie dopo aver letto una breve descrizione del personaggio e scoprì che lo sarebbe stato invece House solo quando lesse l'intero copione dell'episodio pilota. Prima dell'inizio delle riprese, i produttori furono però allarmati del fatto che Laurie mancasse di sex appeal verso i telespettatori. Durante le prime due stagioni, l'attore guadagnò 100.000 dollari per episodio. Nelle stagioni 3 e 4 lo stipendio passò da 275.000 a 300.000 dollari. Nel 2008, TV Guide ha riportato che Laurie verrà pagato 400.000 dollari a episodio dall'inizio della quinta stagione.

## Passioni e altre abilità

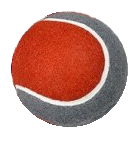
Talvolta, mentre pensa a una diagnosi, House si rilassa lanciando una palla simile a quella nel disegno e riprendendola col bastone, o con le mani

House dimostra di avere numerose passioni e qualità inattese, che denotano la poliedricità di questo personaggio.
Come detto, House è poliglotta. Nella terza stagione, durante la cura di un paziente dotato di straordinarie capacità musicali, House lascia intuire che fin dai tempi del liceo coltiva una grande passione per la musica. Difatti egli è un ottimo musicista e polistrumentista (come il suo interprete Hugh Laurie che è anche un cantautore): sin dai primi episodi lo si vede suonare il pianoforte e, più avanti, la chitarra, prima acustica e poi elettrica, precisamente possiede una Gibson Flying V d'epoca. House suona anche l'armonica a bocca e l'organo Hammond. Nella quinta stagione è possibile vederlo impegnato in un assolo di blues con una Gibson Les Paul Standard del 1959, accompagnato da un investigatore privato, che siede al pianoforte nella casa del dottore. Ma a House non piace solamente suonare, egli ascolta anche molto la musica, in particolare rock, jazz e blues, e infatti nel proprio studio ha un vero e proprio impianto stereo dotato di giradischi, per la precisione un Sota Star, mentre quando è in movimento ha spesso un iPod. I prodotti di Apple (uno degli sponsor della serie) rappresentano un'altra delle passioni di House, il quale possiede un iPod, un iPod shuffle e sottrae temporaneamente l'iPhone del collega, il dottor James Wilson. Infine possiede un MacBook Pro, famoso notebook Apple. Quelli di Apple non sono gli unici dispositivi che usa: di tanto in tanto, per aiutarsi nella concentrazione, lo si vede giocare con un Game Boy Advance, un Nintendo DS, una PSP o una Xbox 360.
Durante lo studio del caso clinico, lo aiuta riflettere sulle diagnosi il vedere la soap opera General Hospital. Nella quarta stagione giunge a rapire il protagonista della soap opera immaginaria Prescription Passion, perché convinto che egli sia malato, come infatti si scoprirà. La visione di queste telenovelas sarà anche merce di scambio per House, che baratterà favori per ottenere televisioni per il proprio studio.
Nonostante la menomazione adora le moto e, dopo averne agognata una a lungo, acquista una Honda CBR 1000RR, che guida con perizia, riponendo il suo bastone nello zaino o incastrandolo lungo la carenatura. Nella terza stagione, House supera di 20 kilometri orari il limite di velocità con la sua moto, ció lo porta ad essere arrestato per la prima volta dal Detective Michael Tritter. Proprio allo scopo indossa un giubbino di pelle nera, dal quale si separa solo in poche occasioni.
Le sue particolari doti di lettura di chi ha di fronte gli permettono di essere un ottimo giocatore di poker. Nella seconda stagione, durante una partita di poker, manovrando Wilson, riesce a tenere lontano la dottoressa Lisa Cuddy, suo capo. Egli, infatti, tramite il comportamento della dottoressa, ne interpreta la mano di carte e suggerisce il gioco all'amico così da poter prolungare la partita. Analogamente, nella terza stagione dimostra di essere un ottimo giocatore di scacchi, quando, per stressare un paziente esperto giocatore di scacchi, lo sfida in una partita che sembra volgere a favore del paziente stesso, ma che vince solo grazie a un bluff.
Nonostante non badi molto al suo aspetto fisico indossa sempre un paio di scarpe Nike, anche se qualche volta lo si può vedere indossare delle Converse All-Stars. Curiosa è la scena in cui il dottor Eric Foreman insieme con House sono all'interno di un ascensore mentre osservano le rispettive scarpe dello stesso modello, a sottolineare la propria somiglianza. In un'altra occasione, proprio a causa delle scarpe che indossa, allontana un'aspirante collaboratrice, nonostante l'avvenenza di costei, perché è dell'idea che le scarpe debbano essere comode e quelle con il tacco a spillo non lo siano.
È appassionato di Monster Truck e di Wrestling, tant'è che durante un episodio della terza stagione, per prendere in giro Allison Cameron, pronuncia una frase usata dal famoso wrestler The Rock: («If ya smell what The Rock is cookin'», "Se senti l'odore di quello che cucina The Rock"). In un'altra occasione si dichiara implicitamente ammiratore di André the Giant, celebre wrestler francese e lottatore di catch giapponese del passato.
All'inizio della terza stagione, durante il periodo in cui non fa uso di Vicodin, si può intendere che avrebbe la passione della corsa, se potesse praticarla; infatti, nei primi giorni di lavoro percorre il tragitto da casa all'ospedale interamente di corsa.
House fa spesso riferimenti espliciti al consumo di materiale pornografico; inoltre frequenta regolarmente prostitute. Ha anche una escort preferita, con cui è amico.
Nel campo professionale, una delle sue grandi passioni è la fisica, infatti in un'occasione (primo episodio dell'ottava stagione, Venti Vicodin per la vita) ha anche affermato che se non facesse più il medico gli piacerebbe studiare la teoria della materia oscura, dato che è una teoria ancora non confermata e lui ama dare una spiegazione ai casi irrisolti, e che vorrebbe laurearsi in questa materia e insegnarla in qualche università.